# Rudolf Geschwind

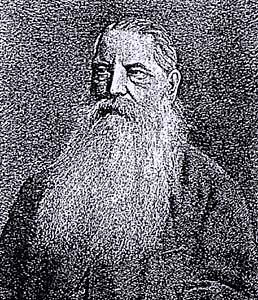
Rudolf Geschwind

Rudolf Geschwind (* 29. August 1829 in Hředle, Böhmen; † 30. August 1910 in Karpfen, Königreich Ungarn) war ein österreichisch-ungarischer Rosenzüchter.

## Leben
Rudolf Geschwind studierte an der Bergbau- und Forstakademie in Schemnitz. Nach Abschluss seiner Ausbildung 1852 arbeitete er an verschiedenen Orten in Italien, der Ukraine, in Ungarn, in Böhmen und in Polen und war zuletzt städtischer Forstmeister in Karpfen.

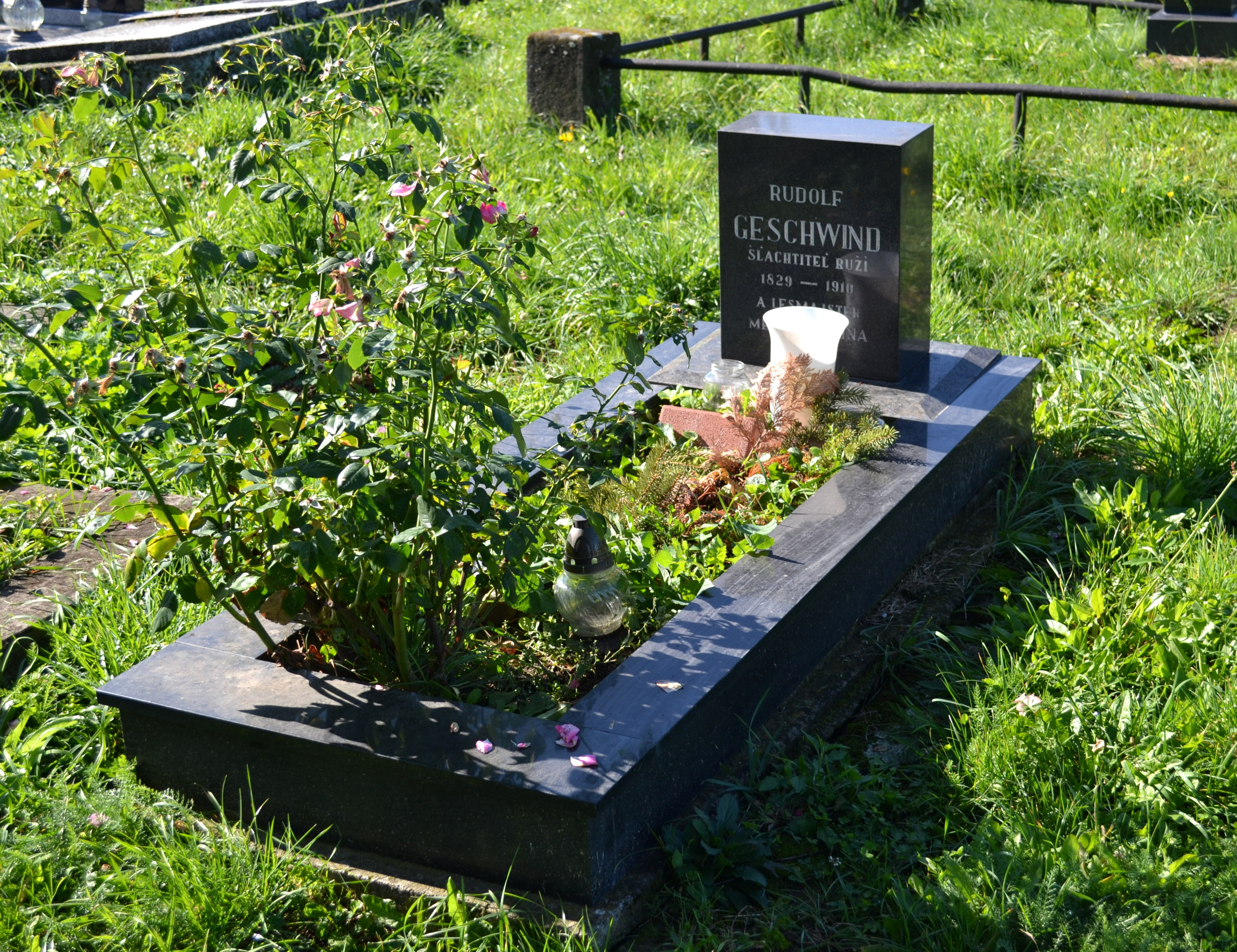
Grab von Rudolf Geschwind in Karpfen

Seine Rosenzucht begann Rudolf Geschwind als Hobby. Zwischen 1860 und 1910 brachte er rund 140 zumeist winterharte Rosensorten heraus. Sein 1886 erschienenes Buch „Die Hybridation und Sämlingszucht der Rosen“ war das erste Buch über die Zucht neuer Rosen in deutscher Sprache. Es wurde 1888 von der Internationalen Gartenbauausstellung zu Köln am Rhein preisgekrönt und gilt heute noch als Standardwerk für Rosenzüchter.
Rudolf Geschwind war mit der Rosenliebhaberin Gräfin Henriette Chotek – wegen ihres wunderbaren Rosariums auf Schloss Unterkrupa auch als „Rosengräfin“ bekannt – befreundet. Nach einer Vereinbarung mit Geschwind übernahm sie einen großen Teil seiner Rosen im Juni 1910, die sie in ihr Rosarium nach Unterkrupa überführen ließ. Somit rettete sie postum einen Großteil der Geschwindschen Züchtungen (unter anderem die berühmte 'Nordlandrose') der Nachwelt. Einige Sorten der „Geschwind-Rosen“ brachte Henriette Chotek noch nach dem Ersten Weltkrieg in den Handel, die bis in die Gegenwart hinein in Fachkreisen beliebt und auch heute noch im Handel erhältlich sind.
Ein Denkmal ihm zu Ehren steht im Rosarium des Doblhoffparks in Baden bei Wien, umrahmt von der Rose Gruss an Teplitz.

## Rosenzüchtungen von Rudolf Geschwind
Berühmte, von Rudolf Geschwind gezüchtete Rosen sind die Beetrose 'Gruss an Teplitz’ (siehe: Weltrose „alte Rosen“) und „Zigeunerknabe“, auch bekannt als „Gipsy Boy“, eine robuste dunkelrote Strauchrose.
| Einführungsjahr | Rosensorte                  | Einführungsjahr | Rosensorte                         | Einführungsjahr                | Rosensorte                     |
| --------------- | --------------------------- | --------------- | ---------------------------------- | ------------------------------ | ------------------------------ |
| 1860            | Premier Essai               | 1890            | Trompeter von Säckingen            | 1900                           | Pescheräh                      |
| 1867            | Dr. Hurta                   | 1890            | Rigoletto                          | 1900                           | Eugen E. Marlitt               |
| 1882            | Anna Geschwind              | 1890            | Ovid                               | 1900                           | Satanella                      |
| 1884            | Geschwinds Nordlandrose     | 1890            | Wodan                              | 1900                           | Leopold Ritter                 |
| 1886            | Lios Alpha                  | 1890            | Anna Scharsach                     | 1900                           | Gräfin Chotek                  |
| 1886            | Mme Richter                 | 1890            | Gipsy Blood                        | 1900                           | Julia Festilla                 |
| 1886            | Forstmeisters Heim          | 1890            | Alpenfee                           | 1900                           | Josephine Ritter               |
| 1886            | Fatinitza                   | 1890            | Elbfex                             | 1900                           | Geschwinds Unermüdliche        |
| 1886            | Mercedes                    | 1890            | Dr. Valentin Teirich               | 1900                           | Geschwinds Schönste            |
| 1886            | Souvenir de Brod            | 1890            | Amneris                            | 1902                           | Obergärtner Franz Joost        |
| 1886            | Schloß Luegg                | 1890            | Andor                              | 1902                           | Wenzel Geschwind               |
| 1886            | Nymphe Tepla                | 1890            | Antonie Schurz                     | 1905                           | Lady Gray                      |
| 1886            | Kleiner Postillon           | 1890            | Corporal Johann Nagy               | 1909                           | Gipsy Boy                      |
| 1886            | Décoration de Geschwind     | 1890            | Chloris                            | 1909                           | Azalea                         |
| 1886            | Ännchen von Tharau          | 1890            | Erinnerung an meinem Vater         | 1909                           | Wicking                        |
| 1886            | Wassilissa                  | 1890            | Fantasca                           | 1909                           | Walküre                        |
| 1886            | Aurelia Liffa               | 1890            | Julius Fabianics de Misefa         | 1909                           | Alice Rauch                    |
| 1886            | Erlkönig                    | 1890            | Lydia Geschwind                    | 1909                           | Asta von Parpat                |
| 1887            | Manetti purpurea            | 1890            | Picotte                            | 1909                           | Parkzierde                     |
| 1887            | Manetti alba rosea          | 1890            | Hauptmann A. Steinsdorfer          | 1910                           | Wachhilde                      |
| 1887            | Manetti floribunda          | 1890            | Ulana                              | 1910                           | Siwa                           |
| 1887            | Loreley                     | 1891            | Dryade                             | 1910                           | Freya                          |
| 1887            | Caecilie Scharsach          | 1891            | Nymphe Egeria                      | Nach Geschwinds Tod eingeführt | Nach Geschwinds Tod eingeführt |
| 1887            | Meteor                      | 1892            | Erinnerung an Schloß Scharfenstein | 1912                           | Hermione                       |
| 1887            | Gilda                       | 1892            | Lydia                              | 1912                           | Prinz Hirzeprinzchen           |
| 1887            | Rotkäppchen                 | 1894            | Schneelicht                        | 1912                           | Asra                           |
| 1887            | Dora                        | 1895            | Fontäne                            | 1912                           | Rote Beka                      |
| 1887            | Eurydice                    | 1895            | Himmelsauge                        | 1912                           | Ariana El                      |
| 1887            | Virago                      | 1895            | Griseldis                          | 1912                           | Fatma                          |
| 1887            | Fiametta                    | 1895            | Lisdana                            | 1912                           | Astra                          |
| 1888            | Kobold                      | 1895            | Theano                             | 1913                           | Geisha                         |
| 1888            | Erebus                      | 1895            | Niobe                              | 1928                           | Geschwinds Multiflora          |
| 1888            | Erinnerung an meine Mutter  | 1895            | Meigela                            | 1928                           | Geschwinds Gorgeous            |
| 1888            | Ernst G. Dörell             | 1895            | Nora                               | Einführungsjahr unbekannt      | Einführungsjahr unbekannt      |
| 1888            | Ernst Willner               | 1895            | Phaedra                            |                                | Arva Leany                     |
| 1888            | Major Franz Teirich         | 1895            | Irrlicht                           | Majthenyi                      |                                |
| 1888            | Esmeralda                   | 1895            | Vineta                             | Frau Dr. E. Skibinska          |                                |
| 1888            | Tartarus                    | 1895            | Crémé                              |                                |                                |
| 1888            | Terror                      | 1895            | Cyclop                             |                                |                                |
| 1888            | Frau Viktoria von Thusansky | 1895            | Geranium                           |                                |                                |
| 1889            | Graziella                   | 1895            | Gelon                              |                                |                                |
| 1889            | Gruß an Wien                | 1895            | Feuerkugel                         |                                |                                |
| 1889            | Herzblättchen               | 1895            | Zacharula-rubrifolia               |                                |                                |
| 1889            | Marie Geschwind             | 1895            | Sylvia                             |                                |                                |
| 1889            | Báró Natália                | 1897            | Gruß an Teplitz                    |                                |                                |
| 1889            | Stadkassierer Wilhelm Liffa | 1897            | Virginia R. Coxe                   |                                |                                |
| 1889            | Caroline Bank               |                 |                                    |                                |                                |
| 1889            | Marie Dermar                |                 |                                    |                                |                                |

## Galerie

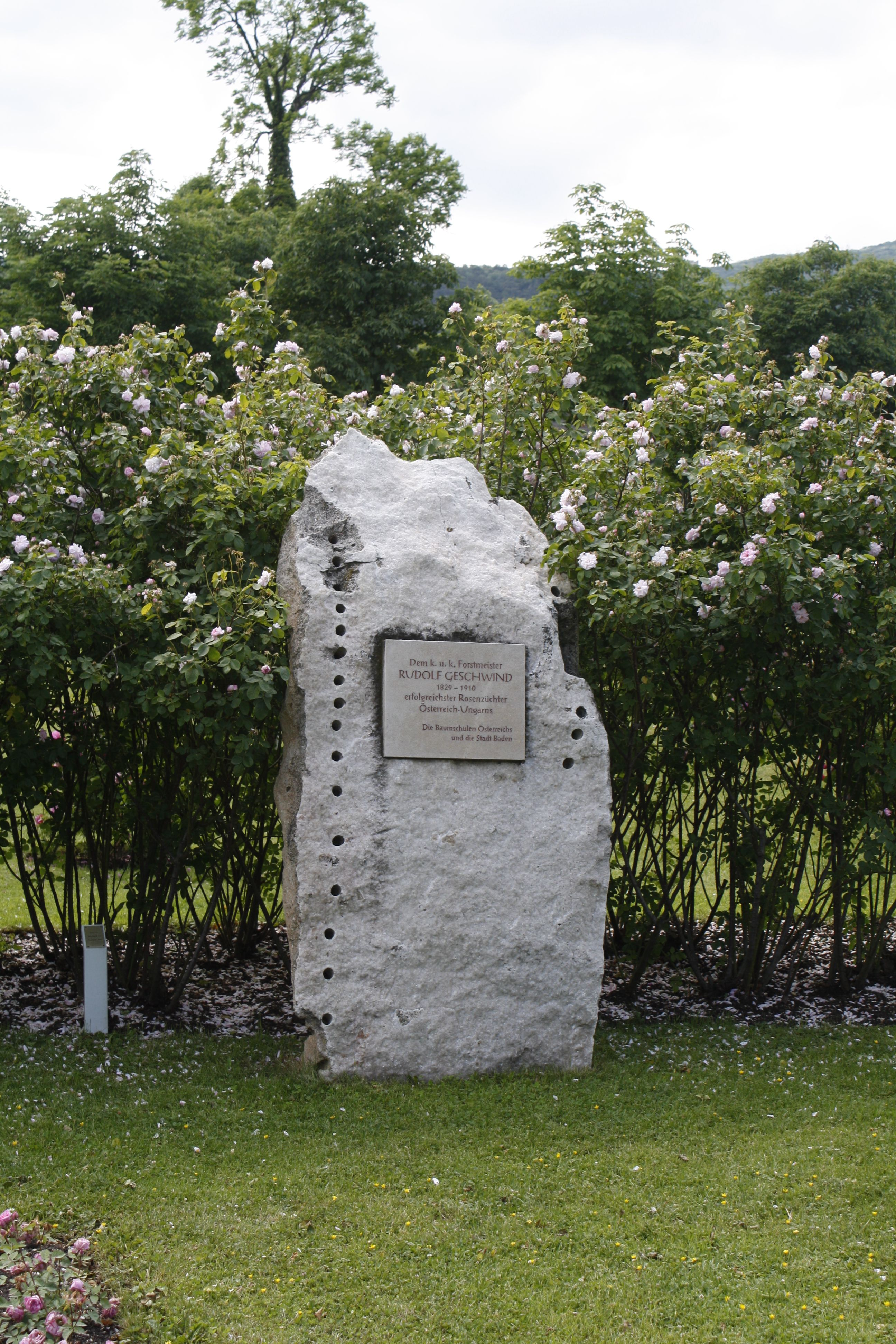
Denkmal im Rosarium in Baden bei Wien
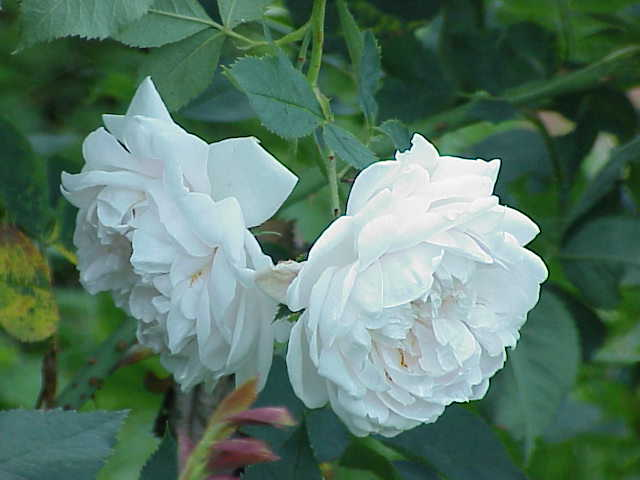
‘Aennchen von Tharau’
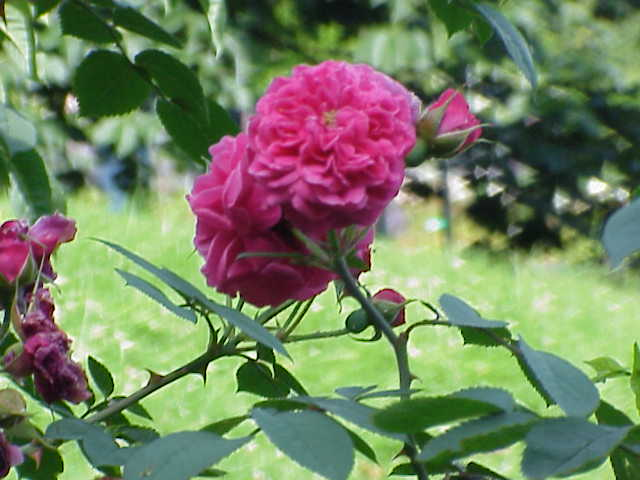
‘Erinnerung an Brod’